# Campeonato Mundial de Natação em Piscina Curta de 2016 - 100 m medley feminino
A prova dos 100 metros nado medley feminino do Campeonato Mundial de Natação em Piscina Curta de 2016 foi disputado entre 8 e 9 de dezembro no Centro WFCU em Windsor, Canadá.

## Recordes
Antes desta competição, os recordes mundiais e do campeonato nesta prova eram os seguintes:
|                       | Nome           | Nacionalidade | Tempo | Local   | Data                  |
| --------------------- | -------------- | ------------- | ----- | ------- | --------------------- |
| Recorde mundial       | Katinka Hosszú | Hungria       | 56,67 | Netanya | 4 de dezembro de 2015 |
| Recorde do campeonato | Katinka Hosszú | Hungria       | 56,70 | Doha    | 5 de dezembro de 2014 |

## Medalhistas
| Ouro                 | Prata               | Bronze              |
| Katinka Hosszú (HUN) | Emily Seebohm (AUS) | Alia Atkinson (JAM) |

## Resultados

### Eliminatórias
As eliminatórias ocorreram dia 8 de dezembro com um total de 63 nadadoras.
| Colocação | Bateria | Raia | Nome                      | Nacionalidade            | Tempo     | Notas |
| --------- | ------- | ---- | ------------------------- | ------------------------ | --------- | ----- |
| 1.        | 6       | 4    | Alia Atkinson             | Jamaica                  | 58,47     | Q     |
| 2.        | 7       | 4    | Katinka Hosszú            | Hungria                  | 58,87     | Q     |
| 3.        | 5       | 4    | Emily Seebohm             | Austrália                | 59,16     | Q     |
| 4.        | 5       | 5    | Jenna Laukkanen           | Finlândia                | 59,67     | Q     |
| 5.        | 7       | 3    | Lena Kreundl              | Áustria                  | 59,81     | Q     |
| 6.        | 7       | 5    | Marrit Steenbergen        | Países Baixos            | 59,82     | Q     |
| 7.        | 2       | 6    | Ella Eastin               | Estados Unidos           | 1:00,40   | Q     |
| 8.        | 6       | 3    | Fanny Lecluyse            | Bélgica                  | 1:00,58   | Q     |
| 9.        | 5       | 1    | Sarah Darcel              | Canadá                   | 1:00,70   | Q     |
| 9.        | 6       | 6    | Susann Bjørnsen           | Noruega                  | 1:00,70   | Q     |
| 11.       | 2       | 0    | Yui Ohashi                | Japão                    | 1:00,75   | Q     |
| 12.       | 5       | 6    | Hrafnhildur Lúthersdóttir | Islândia                 | 1:00,79   | Q     |
| 13.       | 2       | 1    | Lilly King                | Estados Unidos           | 1:00,84   | Q     |
| 14.       | 7       | 2    | Evelyn Verrasztó          | Hungria                  | 1:00,95   | Q     |
| 15.       | 7       | 6    | Sun Meichen               | China                    | 1:00,99   | Q     |
| 16.       | 5       | 3    | Fanny Teijonsalo          | Finlândia                | 1:01,21   | Q     |
| 17.       | 6       | 1    | Barbora Závadová          | Chéquia                  | 1:01,35   |       |
| 18.       | 7       | 7    | Chan Kin Lok              | Hong Kong                | 1:01,43   |       |
| 19.       | 7       | 1    | Jessica Vall              | Espanha                  | 1:01,73   |       |
| 20.       | 3       | 5    | Isabella Arcila Hurtado   | Colômbia                 | 1:01,98   |       |
| 21.       | 6       | 2    | Kristýna Horská           | Chéquia                  | 1:02,18   |       |
| 22.       | 6       | 7    | Gabi Grobler              | África do Sul            | 1:02,28   |       |
| 23.       | 5       | 2    | Mathilde Cini             | França                   | 1:02,94   |       |
| 24.       | 5       | 7    | Nina Rangelova            | Bulgária                 | 1:03,01   |       |
| 25.       | 6       | 0    | Ai Yanhan                 | China                    | 1:03,05   |       |
| 26.       | 1       | 5    | Wakaba Tsuyuuchi          | Japão                    | 1:03,17   |       |
| 27.       | 7       | 0    | Johanna Gustafsdottir     | Islândia                 | 1:03,51   |       |
| 28.       | 7       | 8    | Florencia Perotti         | Argentina                | 1:03,57   |       |
| 29.       | 5       | 8    | Gabriela Ņikitina         | Lituânia                 | 1:03,72   |       |
| 30.       | 5       | 0    | Rebecca Kamau             | Quênia                   | 1:04,02   |       |
| 30.       | 7       | 9    | Lushavel Stickland        | Samoa                    | 1:04,02   |       |
| 32.       | 5       | 9    | Karen Torrez              | Bolívia                  | 1:04,27   |       |
| 33.       | 4       | 4    | Sara Nysted               | Ilhas Feroé              | 1:05,10   |       |
| 34.       | 4       | 6    | Hamida Nefsi              | Argélia                  | 1:05,34   |       |
| 35.       | 4       | 8    | Matelita Buadromo         | Fiji                     | 1:05,35   |       |
| 36.       | 2       | 3    | Christie Chue             | Singapura                | 1:05,62   |       |
| 37.       | 2       | 5    | Anastasia Bogdanovski     | Macedônia do Norte       | 1:05,63   |       |
| 38.       | 4       | 2    | Sofia Lopez               | Paraguai                 | 1:05,68   |       |
| 39.       | 4       | 1    | Amanda Lim                | Singapura                | 1:05,70   |       |
| 40.       | 2       | 8    | Chade Nersicio            | Curaçau                  | 1:05,77   |       |
| 41.       | 4       | 3    | Nicole Rautemberg         | Paraguai                 | 1:05,80   |       |
| 42.       | 3       | 4    | Naomy Grand'Pierre        | Haiti                    | 1:06,11   |       |
| 43.       | 4       | 5    | Tan Chi Yan               | Macau                    | 1:06,30   |       |
| 44.       | 3       | 9    | Fatima Alkaramova         | Azerbaijão               | 1:06,39   |       |
| 45.       | 4       | 7    | Inés Remersaro            | Uruguai                  | 1:06,43   |       |
| 46.       | 4       | 9    | Izzy Joachim              | São Vicente e Granadinas | 1:06,61   |       |
| 47.       | 6       | 9    | Cheyenne Rova             | Fiji                     | 1:06,81   |       |
| 48.       | 3       | 7    | Alison Jackson            | Ilhas Caimã              | 1:09,38   |       |
| 49.       | 4       | 0    | Estellah Fils Rabetsara   | Madagáscar               | 1:10,14   |       |
| 50.       | 3       | 1    | Sonia Tumiotto            | Tanzânia                 | 1:10,43   |       |
| 51.       | 2       | 2    | Colleen Furgeson          | Ilhas Marshall           | 1:10,93   |       |
| 52.       | 3       | 6    | Gabriela Hernandez        | Nicarágua                | 1:11,55   |       |
| 53.       | 3       | 2    | Jamaris Washshah          | Ilhas Virgens Americanas | 1:11,59   |       |
| 54.       | 3       | 3    | Christina Linares         | Gibraltar                | 1:11,66   |       |
| 55.       | 1       | 4    | Tilali Scanlan            | Samoa Americana          | 1:12,11   |       |
| 56.       | 1       | 3    | Melisa Zhdrella           | Kosovo                   | 1:12,12   |       |
| 57.       | 2       | 7    | Annie Hepler              | Ilhas Marshall           | 1:12,62   |       |
| 58.       | 2       | 4    | Annah Auckburaullee       | Ilhas Maurícias          | 1:12,81   |       |
| 59.       | 3       | 8    | Angel de Jesus            | Marianas Setentrionais   | 1:16,88   |       |
| 60.       | 2       | 9    | Charissa Panuve           | Tonga                    | 1:18,04   |       |
| 61.       | 3       | 0    | Ammara Pinto              | Malawi                   | 1:20,65   |       |
| 62. !     | 6       | 5    | Mie Nielsen               | Dinamarca                | 9:99,99 ! | DNS   |
| 62. !     | 6       | 8    | Kylie Masse               | Canadá                   | 9:99,99 ! | DNS   |

### Semifinal
A semifinal  ocorreu dia 8 de dezembro.

#### Semifinal 1
| Colocação | Raia | Nome                      | Nacionalidade | Tempo   | Notas |
| --------- | ---- | ------------------------- | ------------- | ------- | ----- |
| 1.        | 4    | Katinka Hosszú            | Hungria       | 57,53   | Q     |
| 2.        | 3    | Marrit Steenbergen        | Países Baixos | 59,33   | Q     |
| 3.        | 5    | Jenna Laukkanen           | Finlândia     | 59,64   | Q     |
| 4.        | 2    | Susann Bjørnsen           | Noruega       | 1:00,05 | Q     |
| 5.        | 7    | Hrafnhildur Lúthersdóttir | Islândia      | 1:00,31 |       |
| 6.        | 6    | Fanny Lecluyse            | Bélgica       | 1:00,40 |       |
| 7.        | 1    | Evelyn Verrasztó          | Hungria       | 1:00,59 |       |
| 8.        | 8    | Fanny Teijonsalo          | Finlândia     | 1:01,02 |       |

#### Semifinal 2
| Colocação | Raia | Nome          | Nacionalidade  | Tempo   | Notas    |
| --------- | ---- | ------------- | -------------- | ------- | -------- |
| 1.        | 4    | Alia Atkinson | Jamaica        | 58,54   | Q        |
| 2.        | 5    | Emily Seebohm | Austrália      | 58,96   | Q        |
| 3.        | 6    | Ella Eastin   | Estados Unidos | 59,67   | Q        |
| 4.        | 3    | Lena Kreundl  | Áustria        | 59,86   | Q        |
| 5.        | 1    | Lilly King    | Estados Unidos | 1:00,05 | QSO , WD |
| 6.        | 2    | Sarah Darcel  | Canadá         | 1:00,06 |          |
| 7.        | 7    | Yui Ohashi    | Japão          | 1:00,93 |          |
| 8.        | 8    | Sun Meichen   | China          | 1:01,59 |          |

### Final
A final teve sua disputa realizada em 9 de dezembro.
| Colocação         | Raia | Nome               | Nacionalidade  | Tempo | Notas |
| ----------------- | ---- | ------------------ | -------------- | ----- | ----- |
| Medalha de ouro   | 4    | Katinka Hosszú     | Hungria        | 57,24 |       |
| Medalha de prata  | 3    | Emily Seebohm      | Austrália      | 57,97 |       |
| Medalha de bronze | 5    | Alia Atkinson      | Jamaica        | 58,04 |       |
| 4.                | 6    | Marrit Steenbergen | Países Baixos  | 58,81 |       |
| 5.                | 2    | Jenna Laukkanen    | Finlândia      | 59,00 |       |
| 6.                | 1    | Lena Kreundl       | Áustria        | 59,67 |       |
| 7.                | 8    | Susann Bjørnsen    | Noruega        | 59,89 |       |
| 8.                | 7    | Ella Eastin        | Estados Unidos | 59,97 |       |

Legenda
| Recorde mundial       | Recorde mundial (World record)               |                       | Recorde africano                      | Recorde africano (African) |                                           | Q | Classificado por posição (Qualified) |
| Recorde do campeonato | Recorde do campeonato (Championship record)  | Recorde da América    | Recorde da América (Americas)         | q                          | Classificado por melhor tempo (Qualified) |   |                                      |
| Melhor marca do ano   | Melhor marca do ano (World leading)          | Recorde asiático      | Recorde asiático (Asian)              | DNS                        | Não largou (Did not start)                |   |                                      |
| Recorde nacional      | Recorde nacional (National record)           | Recorde europeu       | Recorde europeu (European)            | DNF                        | Não terminou (Did not finish)             |   |                                      |
| Recorde pessoal       | Recorde pessoal do atleta (Personal best)    | Recorde da Oceania    | Recorde da Oceania (Oceania)          | DSQ / DQ                   | Desclassificado (Disqualified)            |   |                                      |
| Recorde da temporada  | Recorde da temporada do atleta (Season best) | Recorde sul-americano | Recorde sul-americano (South America) | NM                         | Sem marca (No mark)                       |   |                                      |